# Stazione di Inverigo
Stazione di Inverigo vasútállomás Olaszországban, Lombardia régióban, Inverigo településen.

## Vasútvonalak
Az állomást az alábbi vasútvonalak érintik:
- Milánó–Asso-vasútvonal

## Kapcsolódó állomások
A vasútállomáshoz az alábbi állomások vannak a legközelebb:
- Stazione di Lambrugo-Lurago
- Stazione di Arosio